# Dayana Yastremska
Dayana Oleksandrívna Yastremska (15 de maio de 2000) é uma tenista profissional ucraniana. Ela atingiu seu melhor ranking da WTA em simples como Nº 21 em 20 de janeiro de 2020 e como Nº 82 em duplas em 6 de janeiro de 2020, tendo vencido três títulos do WTA Tour em cinco participações em finais.
Vice-campeã júnior do Grand Slam em simples e duplas, Yastremska teve um avanço rápido no WTA Tour. Ela fez sua estreia no top 100 e conquistou dois títulos aos 18 anos, incluindo o primeiro no Aberto de Hong Kong em 2018. Ela teve um 2019 de sucesso que a ajudou a subir do 58º lugar no início do ano. para o 22º no final da temporada. Yastremska foi suspensa provisoriamente das competições no início de 2021, após a World Anti-Doping Agency (WADA) encontrar uma substância banida, a mesterolona em material colhido da atleta. Ela levou o caso ao Tribunal Arbitral do Esporte, e em 22 de junho de 2021, a International Tennis Federation (ITF) determinou que Yastremska não era responsável pelo resultado positivo e que ela estava apta a retornar às competições imediatamente. Ela voltou à turnê no Hamburg Open chegando à semifinal onde perdeu para Elena-Gabriela Ruse em três sets.
Yastremska é uma das jogadoras mais agressivos do WTA Tour e liderou o tour na maior porcentagem de golpes que terminaram em ponto direto "winners", erro não forçado ou erro forçado do oponente.

## Início da vida e antecedentes
Dayana Yastremska nasceu em 15 de maio de 2000, filha de Marina e Alexander Yastremsky, em Odessa, a terceira maior cidade da Ucrânia. Ela tem uma irmã Ivanna que é seis anos mais nova. Seu pai foi jogador de vôlei e também atuou na Câmara Municipal de Odesa. Quando Yastremska tinha cinco anos, seu avô Ivan a apresentou ao tênis. Depois de experimentar outros esportes, como ginástica e natação, optou por se dedicar ao tênis, dizendo aos doze anos: “Escolhi o tênis porque é muito difícil e bonito. Amo trabalhar e quero escrever minha nova história no tênis." 
Ela entrou em seu primeiro torneio quando tinha sete anos e terminou em terceiro lugar, apesar do evento ser aberto a crianças vários anos mais velhas. Yastremska credita seus pais por seu sucesso no tênis, dizendo: "Quando eu era mais jovem, tive que sacrificar muitas coisas, mas agora não me arrependo ... Tenho que agradecer muito a meus pais porque se eles não me incentivassem no momento certo, então acho que não teria a vida que tenho agora."

## Carreira júnior
Yastremska teve sucesso inicial como júnior, terminando como vice-campeã no Junior Orange Bowl [en] para menores de 12 anos em 2012. Ela fez sua estreia no ITF Junior Circuit em março de 2014 aos 13 anos. No final do ano, ela ganhou seu primeiro título em um evento de Grau 4 em novembro. Com esse sucesso, ela passou a jogar torneios de nível superior com mais regularidade. Yastremska alcançou a semifinal de Grau 1 em julho na Áustria e ganhou o título de Grau 2 em agosto na Hungria. Ela fez sua estreia nos torneios de Grau A de nível mais alto em outubro, chegando às quartas de final na Osaka Mayor's Cup, no Japão. Ela se saiu melhor em duplas, terminando como vice-campeã para duas jogadoras japonesas.

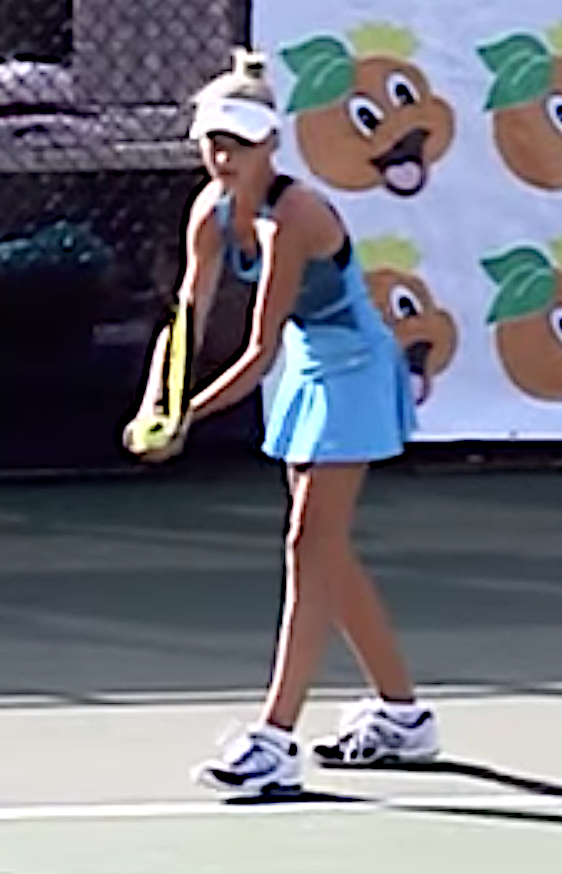
Yastremska no Junior Orange Bowl de 2012.

Yastremska fez sua estreia em torneios júnior do Grand Slam no Australian Open de 2016, onde chegou às quartas de final de simples. Em duplas, ela chegou à final, perdendo para Anna Kalinskaya e Tereza Mihalíková [en] ao lado da compatriota Anastasia Zarycká [en]. Yastremska jogou apenas torneios de Grau A no resto do ano. Na Copa Gerdau, perdeu nas semifinais de simples para Amanda Anisimova. No evento de duplas, ela fez parceria com Panna Udvardy [en] para ganhar o único título de Grau A de sua carreira, derrotando a equipe americana de Caty McNally e Natasha Subhash [en]. Depois de uma aparição na terceira rodada em simples no Aberto da França de 2016, Yastremska concluiu sua carreira júnior em Wimbledon. Em seu último evento, ela fez sua única final de simples júnior do Grand Slam. Depois de derrotar a cabeça-de-chave Olesya Pervushina [en] nas semifinais, ela terminou como vice-campeã para Anastasia Potapova. Isso a ajudou a alcançar a classificação júnior mais alta de sua carreira, ocupando a 6ª posição no mundo.

## Carreira profissional

### 2015–2017: cinco títulos ITF e primeira vitória na WTA
Yastremska começou a jogar eventos de nível mais baixo no Circuito Feminino da ITF em 2015. Seu melhor resultado do ano foi uma derrota na semifinal para Markéta Vondroušová em um evento de US$ 10k em Sharm El Sheikh. Ela conquistou seu primeiro título da ITF em março de 2016 no evento de US$ 25.000 em Campinas, Brasil, onde passou pela qualificação e derrotou o nº 157 Alizé Lim na final. Um mês e meio depois, ela fez sua estreia na chave principal de um torneio da WTA no Tennis Championship Istanbul aos 15 anos. Como "wild card", ela perdeu sua primeira partida para Nao Hibino.
Um ano depois, Yastremska recebeu outro "wild card" no mesmo torneio e derrotou Andrea Petkovic em sua primeira vitória em uma partida WTA na carreira. Ela chegou às quartas de final, onde perdeu para Jana Čepelová, apesar de ter tido duas chances de sacar na partida. Yastremska se classificou para sua única outra chave principal na WTA do ano no Nottingham Open, perdendo na primeira rodada. Em setembro, Yastremska ganhou um título de US$ 60.000 no Ladies Open Dunakeszi [en]. Com este título, ela subiu do nº 272 para o nº 202 do mundo. Mais tarde naquele mês, ela derrotou a cabeça-de-chave e nº 46 do mundo, Donna Vekic, nas semifinais da US$ 100k Neva Cup [en], antes de perder para Belinda Bencic na final. Este vice-campeonato a colocou entre as 200 primeiras pela primeira vez na posição 174. Yastremska também teve uma forte temporada em duplas, ganhando três títulos da ITF, incluindo o US$ 80K Prague Open com Anastasia Potapova.

### 2018: Primeiro título WTA e estreia no top 100 aos 18 anos
Yastremska teve um início lento na temporada de 2018. Ela perdeu na segunda rodada da qualificatória para o Australian Open. Depois de machucar o tornozelo no Aberto do México em fevereiro, ela não participou de nenhum torneio em março. Com uma classificação bem fora do top 100, ela precisou entrar na qualificatória em seus primeiros sete torneios do ano, alcançando três chaves principais. No último desses eventos, Yastremska produziu seu melhor resultado, terminando como vice-campeã para Rebecca Peterson no US$ 100k Open de Cagnes-sur-Mer. Este resultado a colocou no top 150 pela primeira vez. Ela também chegou à final no Ilkley Trophy de US$ 100.000, perdendo para Tereza Smitková no tiebreak do terceiro set. Ela não entrou no Aberto da França e perdeu na competição qualificatória em Wimbledon. Durante a segunda semana de Wimbledon, Yastremska ganhou um torneio separado em Roma, o US$ 60k Internazionale Antico Tiro a Volo [en]. Ela derrotou Anastasia Potapova na final em 45 minutos, perdendo apenas um game. Com este título, ela estreou no top 100 aos 18 anos.
Na segunda metade da temporada, Yastremska teve mais sucesso no nível WTA. Ela se classificou para o Connecticut Open de nível Premier, onde derrotou a nº 36 Danielle Collins em sua única vitória na chave principal. Na semana seguinte, ela fez sua estreia na chave principal de um Grand Slam no US Open e foi derrotada na partida de abertura pela vinda da classificatória Karolína Muchová. Yastremska fez sua estreia no WTA Tour em seus dois últimos torneios do ano. Em outubro, ela ganhou seu primeiro título WTA no Hong Kong Open sem perder um set. Ela derrotou três das 100 melhores jogadoras chinesas no evento, incluindo a nº 40 Zhang Shuai e a nº 24 Wang Qiang nas semifinais e na final, respectivamente. Na semana seguinte, voltou à Europa e chegou a mais uma semifinal no Aberto de Luxemburgo. Ela registrou sua primeira vitória no top 20 da carreira contra a nº 13, Garbiñe Muguruza, antes de perder para Belinda Bencic no tiebreak do terceiro set. Com esses dois resultados, ela subiu da posição 110 no início do mês para a posição 58 no final do ano.

### 2019: Dois títulos WTA e 22ª do mundo
Yastremska continuou a subir no ranking WTA ao longo da temporada, seu primeiro ano completo no WTA Tour. Depois de uma aparição nas quartas de final no Hobart International, ela venceu suas duas primeiras partidas da chave principal de um Grand Slam no Australian Open antes de perder para Serena Williams na terceira rodada. Em seu próximo torneio, ela ganhou seu segundo título WTA no Hua Hin Championships na Tailândia. Ela derrotou a cabeça de chave Garbiñe Muguruza novamente nas quartas de final e, em seguida, derrotou Ajla Tomljanović na final no tiebreak do terceiro set. Este título trouxe Yastremska ao No. 34 no mundo. Após este título, no entanto, ela começou a ter problemas e somou apenas uma vitória em seus próximos seis torneios, em parte devido a jogar com uma lesão no tornozelo.
No final de maio, Yastremska se recuperou e conquistou mais um título no Internationaux de Strasbourg. Ela derrotou a nº 11, Aryna Sabalenka, nas semifinais e depois derrotou a nº 24, Caroline Garcia, em outro tiebreak do terceiro set em uma partida de quase três horas pelo título. Enquanto ela perdeu sua primeira rodada no Aberto da França para Carla Suárez Navarro, ela chegou à quarta rodada em Wimbledon, seu melhor resultado de Grand Slam até aquele momento. Ela derrotou a nº 28 Sofia Kenin antes de perder para Zhang Shuai.
Na segunda metade da temporada, Yastremska teve outro bom desempenho em um torneio importante no US Open, perdendo na terceira rodada para a compatriota e número 5 do mundo, Elina Svitolina. Ela então alcançou seu melhor resultado em um Premier 5 do ano, nas quartas de final no Wuhan Open. Durante o evento, Yastremska derrotou a nº 2 do mundo, Karolína Plíšková, antes de perder para a nº 7, Petra Kvitová. Sua vitória sobre Plíšková foi sua primeira vitória entre as 10 primeiras na carreira. Yastremska deu sequência a esse desempenho com seu melhor resultado de duplas do ano. Ela fez parceria com Jeļena Ostapenko no Premier Mandatory China Open e venceu quatro partidas para chegar à final. Elas derrotaram as cabeças-de-chave Hsieh Su-wei e Barbora Strýcová em sua segunda partida antes de terminar como vice-campeãs para Sofia Kenin e Bethanie Mattek-Sands. No final da temporada, Yastremska se classificou inesperadamente para o WTA Elite Trophy, o campeonato de final de ano de segundo nível, depois que várias jogadoras de melhor ranking retiraram seus nomes. Ela foi colocada em um grupo com a nº 20, Donna Vekić, e a nº 10, Kiki Bertens. Depois que ela e Bertens derrotaram Vekić em suas primeiras partidas, Yastremska perdeu para Bertens e não passou de fase. Ela terminou a temporada em 22º lugar no mundo, o recorde de sua carreira.

### 2020: Primeira final em Premier
Yastremska teve um forte início na temporada de 2020. Ela chegou à final no torneio nível Premier Adelaide International. Durante o evento, ela derrotou três das 20 melhores jogadoras, incluindo a nº 12 Aryna Sabalenka, antes de terminar como vice-campeã para a então nº 1 do mundo, Ashleigh Barty, que conquistou o título em seu país. No Australian Open, ela venceu  Kaja Juvan na primeira rodada, antes de cair para Caroline Wozniacki na segunda, a última vitória em torneios da dinamarquesa antes de sua aposentadoria, num jogo tenso.
A Ucrânia disputou o torneio Fed Cup Grupo I na Estônia, onde Yastremska venceu todas as três partidas de simples. Ela então perdeu na primeira rodada em Dubai para Veronika Kudermetova em três sets, antes de cair para Garbiñe Muguruza na terceira rodada em Doha. Esta foi sua última partida antes da suspensão do tênis internacional devido à pandemia de COVID-19.
O tênis internacional foi retomado em Palermo em agosto, onde Yastremska perdeu para Camila Giorgi nas quartas de final de simples em três sets. Em Nova York, ela perdeu para Naomi Osaka na terceira rodada do torneio Premier-5 realocado para Cincinnati antes de cair para Madison Brengle na segunda rodada do US Open. De volta à Europa, perdeu para Simona Halep na terceira rodada do Aberto da Itália e, em grande virada, para Daria Gavrilova na primeira rodada do Aberto da França.
As derrotas na primeira rodada em Ostrava e Linz completaram um final de temporada decepcionante, em que seu único sucesso em duplas foi uma vitória na eliminatória da Fed Cup contra a Estônia [en]. Ela perdeu na primeira rodada de todos os seis torneios que disputou.

### 2021: Suspensão provisória por doping
Em 7 de janeiro, a ITF anunciou que, em novembro de 2020, Yastremska testou positivo para o metabólito mesterolone, um esteroide anabólico, uma substância proibida pela Agência Mundial Antidoping (WADA). Assim, ela foi provisoriamente suspensa pela federação, enquanto aguarda uma investigação completa, a partir de 7 de janeiro. Ela tinha direito de apelar a um tribunal independente, mas não quis.
No mesmo dia, Dayana, via Twitter, negou as acusações, afirmando que "nunca usou qualquer droga para melhorar o desempenho ou qualquer substância proibida", acreditando que tenha sido vítima de uma contaminação no teste. Completou que ela e a equipe "estão determinados a fazer de tudo para limpar seu nome".
Até o fim do primeiro semestre, foi apresentada uma série de recursos, e a atleta conseguiu reverter a suspensão. O Tribunal Independente no âmbito do Programa Antidopagem de Tênis entendeu que Dayana "violou regras antidoping, mas sem qualquer culpa ou negligência de sua parte".
O retorno aconteceu em 8 de julho, no WTA de Hamburgo. A jogadora avançou até as semifinais, onde perdeu para a eventual campeã, a romena Elena-Gabriela Ruse.
Yastremska ainda conseguiu se classificar para os Jogos Olímpicos de Tóquio, sendo uma das quatro representantes da Ucrânia somando todas as modalidades. Caiu na primeira rodada de simples para a canadense Leylah Fernandez e, com Elina Svitolina, não passou da estreia em duplas, superada pelas francesas Alizé Cornet e Fiona Ferro.

### 2022: Final de WTA 250 e de volta ao top 100

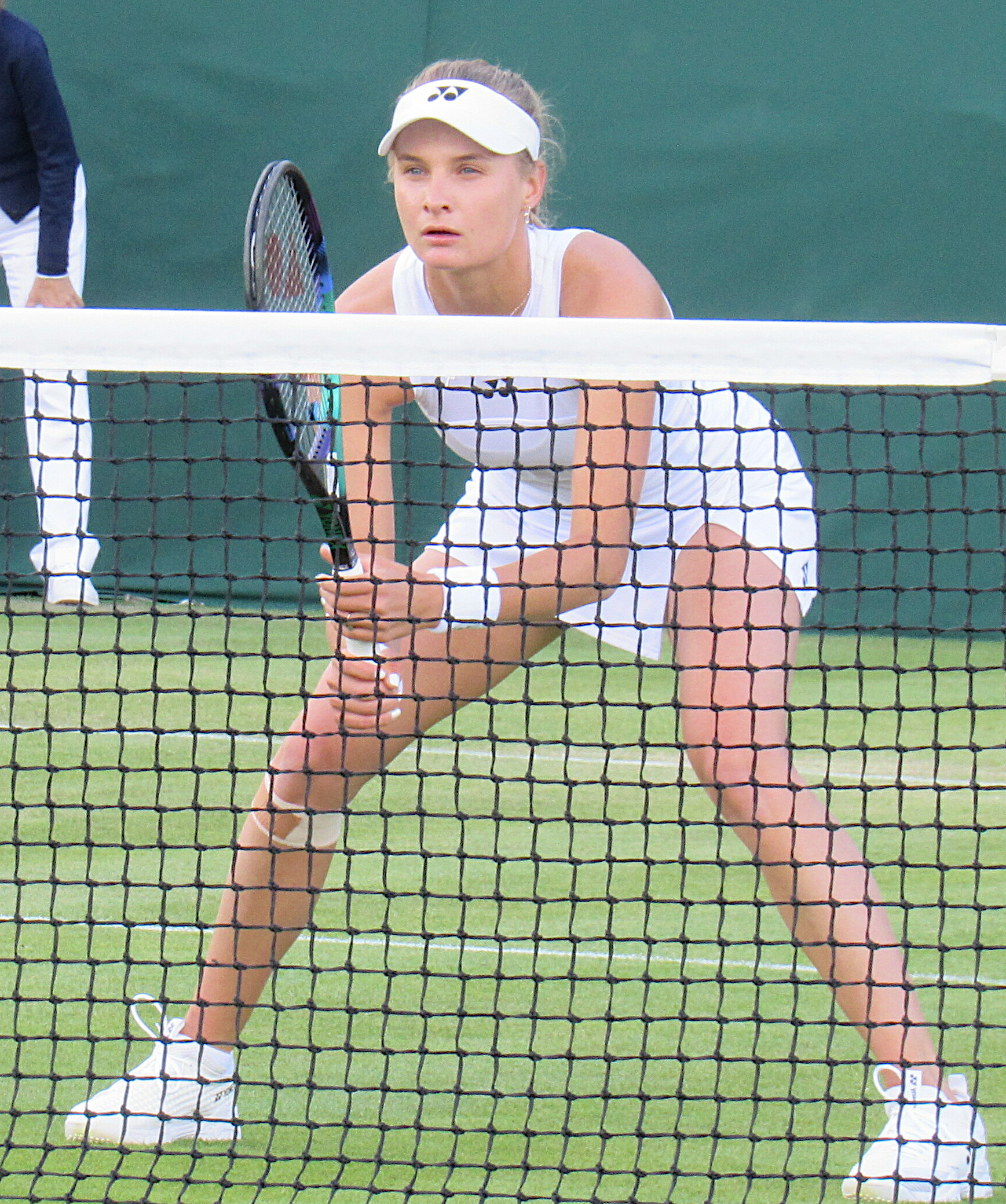
Yastremska em Wimbledon, 2022.

Este ano marcou a abertura da primeira temporada de Yastremska na Austrália desde 2020. Ela foi eliminada na primeira rodada da qualificatória no Melbourne Summer Set 1 e na primeira rodada da chave principal no Adelaide International 2. Sua viagem à Austrália terminou com uma desistência contra Madison Brengle na primeira rodada do Australian Open. Sua classificação WTA caiu para 150 na conclusão do Australian Open.
Yastremska entrou na chave principal do Dubai Championships depois de vencer três partidas da qualificatória, sendo a última uma revanche contra sua oponente no Australian Open, Madison Brengle. Lá ela chegou às quartas de final, onde foi derrotada por Markéta Vondroušová. Logo após a conclusão deste torneio marcou o início da invasão russa da Ucrânia. Yastremska estava morando com sua família em Odessa, Ucrânia na época da invasão e conseguiu se refugiar na França junto com sua irmã de 15 anos, Ivanna Yastremska. As duas receberam entradas por "wild card" para o Aberto de Lyon, onde Yastremska conseguiu chegar à sua primeira final desde 2020. No entanto, foi derrotada por Zhang Shuai, em três sets. Ela aceitou uma entrada como "wild card" no Indian Wells Open e foi derrotada pela ex-número 4 do mundo, Caroline Garcia, na primeira rodada em três sets. Seu "Sunshine Double" (Miami e Indian Wells Opens) terminou com uma desistência na primeira rodada da qualificatória para o Miami Open. Depois de chegar às quartas de final da Copa Colsanitas on perdeu para Laura Pigossi em três sets, ela voltou a entrar no top 100 do ranking de simples.
Ela jogou como cabeça-de-chave da Ucrânia nas eliminatórias da Copa Billie Jean King, em uma disputa contra os Estados Unidos. Ela derrotou Jessica Pegula por 6-3, 6-4 depois de ter perdido para Alison Riske em sua primeira partida do torneio qualificatório, porém em dois sets muito equilibrados. Sua temporada em quadra de saibro continuou após a Copa Colsanitas, classificando-se para o Madrid Open. Ela foi derrotada na segunda rodada por Marie Bouzková em três sets.

### 2023: Sem destaques e um título de Challenger
O ano começou sem nenhum grande resultado para Yastremska tanto na temporada de quadra dura quanto na temporada de quadra de saibro. Ela começou na qualificatória do Adelaide International 1 ainda em dezembro de 2022 onde perdeu para Anhelina Kalinina, em seguida, no Australian Open, perdeu na primeira rodada para Jelena Ostapenko. Logo depois, no Thailand Open chegou às oitavas de final onde perdeu para Tatjana Malek. Em Abu Dhabi, depois de passar pela qualificatória, ela perdeu na primeira rodada para Jil Teichmann. Na qualificatória de Doha, perdeu sua segunda partida para Leylah Fernandez em três sets. Tendo passado pela qualificatória em Dubai, perdeu na segunda rodada da chave principal para a compatriota Anhelina Kalinina também em três sets. Em Austin ela perdeu na primeira rodada para Anna-Lena Friedsam. Em Indian Wells ela perdeu na segunda rodada para Barbora Krejcíková em apenas dois sets. No Miami Masters, perdeu sua segunda partida da qualificatória para Anna-Lena Friedsam em três sets.
No início da temporada de saibro, o desempenho de Yastremska não melhorou. Na Copa Colsanitas, perdeu na primeira rodada para Carolina Meligeni Alves. Em Stuttgart ela perdeu na qualificatória para  Katie Volynets em três sets. Depois de passar pela qualificatória em Madri ela perdeu por três sets para a canadense Eugenie Bouchard que está retomando a carreira interrompida por 17 meses e retomada em meados de 2022 devido a uma cirurgia no ombro. Chegou à semifinal do Catalonia Open que perdeu para a eventual vice-campeã Elizabeth Mandlik.
O maior destaque de Yastremska na temporada foi o título do Polish Open, um torneio Challenger em quadra dura, o qual ganhou vencendo Greet Minnen [en] na final em jogo de três sets.

### 2024: Primeira semifinal em Major
Yastremska iniciou a temporada participando do Brisbane International no qual venceu Su-Wei Hsieh na primeira rodada, Yuliia Starodubtseva [en] na segunda e perdeu para Daria Saville na terceira, todos os jogos em sets diretos. Depois dessa estreia discreta, ela partiu para o Australian Open onde teve muito mais sucesso. Na campanha desse Major, ela entrou na qualificatória como "cabeça de chave" N° 1, e derrotou Lea Bošković [en] na primeira rodada, Valentini Grammatikopoulou [en] na segunda e Maya Joint [en] na terceira, todos esses jogos em três sets. Na chave principal, Yastremska venceu a "cabeça de chave" N° 7 e atual campeã de Wimbledon, Markéta Vondroušová na primeira rodada em convincentes sets diretos, Varvara Gracheva na segunda também em sets diretos, Emma Navarro na terceira em jogo de três sets e a "cabeça de chave" N° 18 Victoria Azarenka na quarta em sets diretos. Nas quartas de final, venceu Linda Nosková em sets diretos. Na sua primeira semifinal em Major, perdeu para a "cabeça de chave" N° 12 Zheng Qinwen em sets diretos.
Prosseguindo sua campanha em quadras duras, agora na Europa, Yastremska participou do Upper Austria Ladies Linz, onde, como "wild card", venceu Erika Andreeva na primeira rodada em jogo de três sets e perdeu para a cabeça de chave N° 3 Donna Vekić na segunda em contundentes sets diretos. No giro do Oriente Médio, não passou da primeira rodada em Dubai. No giro americano, o desempenho não melhorou, ficou na segunda rodada em San Diego, desistiu do jogo de estreia em Indian Wells por contusão e ficou na segunda rodada em Miami.
Yastremska deu início à temporada em quadras de saibro ainda nos Estados Unidos, no Charleston Open no qual, no entanto, perdeu seu jogo de estreia para Magda Linette em jogo de três sets. No Aberto de Madri, ela venceu seu jogo de estreia contra Emiliana Arango [en] em jogo de três sets, e na rodada seguinte, perdeu para a cabeça de chave N° 3 Coco Gauff, em sets diretos. Já no Aberto de Roma, como cabeça de chave N° 32, venceu Laura Siegemund em seu jogo de estreia em jogo de três sets, mas na sequência perdeu para a cabeça de chave N° 2, Aryna Sabalenka, em sets diretos. Já no Aberto da França, como cabeça de chave N° 30, venceu a "wild card", Ajla Tomljanović, na primeira rodada em jogo de três sets, venceu Wang Yafan, na segunda em sets diretos, mas perdeu na terceira para a cabeça de chave N° 3, Coco Gauff, em sets diretos.

## Representação nacional
Yastremska fez sua estreia pela seleção ucraniana na Fed Cup de 2019. A equipe estava empatando contra o país anfitrião, a Polônia, no play-off do terceiro lugar para o Grupo I da Zona Europa / África. Embora Yastremska tenha vencido a segunda partida de simples contra Iga Świątek, a Ucrânia perdeu a eliminatória depois de não conseguir vencer a primeira partida de simples ou a disputa decisiva de duplas, a última das quais terminou em um tiebreak no terceiro set.

## Estilo de jogo
Seu ex-treinador Sascha Bajin descreveu Yastremska nos seguintes termos: "Ela se move muito bem e tem uma potência incrível. Seus golpes de solo são muito poderosos." Yastremska é uma jogadora de linha de base agressiva, cujo estilo de ataque permite que ela acerte um grande número de "winners" - ela acertou 33 "winners" em suas duas primeiras finais e 49 quando conquistou seu terceiro título. Seu estilo de jogo altamente agressivo também se presta a uma alta contagem de erros não forçados, com Yastremska efetuano 21, 53 e 50 erros não forçados em suas três partidas de finais. No Australian Open de 2019, Yastremska foi classificada como a jogadora mais agressiva do WTA Tour, tendo liderado o torneio com 28,6 por cento de seus golpes terminando em pontos diretos, um erro não forçado ou um erro forçado da oponente; essa estatística é conhecida como "Aggression Score" ("pontuação agressiva"). Os golpes de solo de Yastremska são atingidos com força, profundidade e velocidade implacáveis, sendo seu forehand seu melhor golpe, devido à extrema velocidade da cabeça da raquete que ela cria. Ela é capaz de ganhar uma alta porcentagem de pontos quando acerta um forehand "inside-in" em particular, e pode acertar winners de qualquer posição da quadra com seu forehand. Apesar disso, Yastremska também possui um backhand incrivelmente poderoso, que normalmente é batido reto, permitindo que ela acerte winners em ângulos agudos. Ela também pode aplicar "slices" estrategicamente em seu backhand, permitindo que ela quebre o ritmo das jogadas e construa pontos de forma inteligente. Sua velocidade média de primeiro saque é de cerca de 100 milhas por hora (160 km/h), embora sua velocidade de primeiro saque possa escalar até 116 mph (187 km/h), permitindo que ela saquq vários aces em qualquer partida. Embora ela tenha se classificado entre as 20 primeiras no WTA Tour em aces em 2019, ela também se classificou entre as 10 primeiras em duplas faltas, já que tende a correr riscos em seu segundo saque.

## Treinadores
Os pais de Yastremska fizeram parte de sua equipe de treinadores, com sua mãe continuando a servir como sua treinadora mental. Quando Yastremska era júnior, ela teve vários treinadores diferentes. Ela trabalhou com o ex-jogador do top 100, Viktoriya Kutuzova, e com o pai de Kutuzova, Valery. Mais tarde, ela trabalhou com outro ex-jogador do top 100 em Jean-René Lisnard e, em seguida, o ex-nº 2 mundial Magnus Norman. Como profissional em 2017, ela treinou em Istambul com Gavin Hopper, ex-treinador de Monica Seles. Yastremska mais tarde começou a treinar na Academia Justine Henin, com Henin se tornando sua consultora em 2018. Ela trabalhou com um dos treinadores da academia, Oliver Jeunehomme, até setembro de 2019. Na intertemporada, ela contratou Sascha Bajin como seu novo treinador. Em setembro de 2020, eles se separaram depois que Yastremska teve um desempenho decepcionante no Aberto dos Estados Unidos de 2020. Ela é atualmente treinada por Dorian Descloix.

## Patrocínios
Yastremska é patrocinada pela Yonex para roupas, vestuário e raquetes desde 2019. Ela era patrocinada anteriormente pela Nike.

## Vida pessoal
No Australian Open de 2019, a mãe de Yastremska sofreu uma lesão no olho depois que uma garrafa de champanhe que ela segurava explodiu inesperadamente. Ela fez uma cirurgia imediata para salvar o olho, que foi coordenada em parte pelo agente de Elina Svitolina, Stefan Gurov, e financeiramente coberta pelo diretor do torneio, Craig Tiley. Yastremska dedicou seu título no Hua Hin Championships no mês seguinte a sua mãe como resultado deste incidente.
Durante a pandemia de COVID-19 em 2020, Yastremska iniciou uma carreira musical. Ela lançou seu primeiro single, "Milhares de mim", em maio, e uma música dançante, "Favourite Track", em agosto.
Em 9 de julho de 2020, após o assassinato de George Floyd em Minneapolis, Minnesota, protestos em todo o mundo e maior visibilidade do movimento Black Lives Matter, Yastremska postou quatro imagens de si mesma em suas contas do Twitter e Instagram com ela ostentando uma maquiagem metade preta e metade branca, com a legenda "Igualdade". Yastremska foi amplamente criticada nas redes sociais, com muitos apontando que seu "blackface" esportivo era antitético à mensagem que ela tentava transmitir. Yastremska deletou as postagens e pediu desculpas "àqueles que [ela havia] ofendido", alegando que havia sido "mal interpretada" e negou que estivesse usando blackface.
Durante a invasão russa da Ucrânia em 2022, Yastremska fugiu para a França por segurança, ao lado de sua irmã mais nova, Ivanna, em 26 de fevereiro, sendo forçada a deixar seus pais para trás em sua cidade natal, Odessa.

## Acusações de"gamesmanship"
Yastremska foi acusada de "gamesmanship" por comentaristas e outras jogadoras, e por supostamente exagerar e fingir lesões para explorar o sistema de tempo limite médico. Uma dessas jogadoras foi a ex-número 1 do mundo, Caroline Wozniacki, após a partida da segunda rodada no Australian Open de 2020, onde Yastremska pediu vários tempos médicos durante a partida. Wozniacki afirmou em uma coletiva de imprensa pós-jogo que ela "não achava que havia algo errado" com Yastremska, e que "é um truque que ela já fez antes, e [Wozniacki] sabia que estava por vir", com intenção de "quebrar o ritmo" [de Wozniacki]. Ela foi amplamente criticada por fazê-lo na final em Hua Hin, já que, perdendo por 5–2 no terceiro set contra Ajla Tomljanović, ela pediu três tempos médicos para uma lesão não específica, recuperando-se para vencer o terceiro set por 7–6. Yastremska negou as alegações de que ela finge lesões para explorar o sistema de "tempo médico", alegando que ela só pede "tempo médico" quando sente que precisa deles.

## Estatísticas da carreira

### Quadros de linha de tempo
| V | F | SF | QF | #R | RR | Q# | NQ | NP | NO |

 •  (V) vencedor; (F) finalista; (SF) semifinalista; (QF) quartas de final; (#R) rodada 4, 3, 2, 1; (RR) round-robin; (Q#) rodada qualificatória;  (NQ) não qualificado; (NP) não participou;  (NO) não ocorreu; (TS) taxa de sucesso (eventos vencidos / participados); (V–P) jogos vencidos-perdidos.
 •  Para evitar confusões e contagem em duplicidade, esses quadros são atualizados após a conclusão de um torneio ou quando a participação de um jogador termina.

#### Simples
| Torneio                  | 2018 | 2019 | 2020 | 2021 | 2022 | 2023 | TS            | V–P           | % de Vitórias |
| ------------------------ | ---- | ---- | ---- | ---- | ---- | ---- | ------------- | ------------- | ------------- |
| Torneios de Grand Slam   |      |      |      |      |      |      |               |               |               |
| Australian Open          | Q2   | 3R   | 2R   | NP   | 1R   | 1R   | 0 / 4         | 3–4           | 43%           |
| Aberto da França         | NP   | 1R   | 1R   | NP   | 1R   |      | 0 / 3         | 0–3           | 0%            |
| Wimbledon                | Q2   | 4R   | NO   | NP   | 1R   |      | 0 / 2         | 3–2           | 60%           |
| US Open                  | 1R   | 3R   | 2R   | 1R   | 1R   |      | 0 / 5         | 3–5           | 38%           |
| Vencidos-Perdidos        | 0–1  | 7–4  | 2–3  | 0–1  | 0–4  | 0–1  | 0 / 14        | 9–14          | 39%           |
| Estatísticas da carreira |      |      |      |      |      |      |               |               |               |
| Títulos                  | 1    | 2    | 0    | 0    | 0    | 0    | 3             | 3             | 3             |
| Finais                   | 1    | 2    | 1    | 0    | 1    | 0    | 5             | 5             | 5             |
| Ranking no final do ano  | 60   | 22   | 29   | 97   | 102  |      | US$ 2,989,583 | US$ 2,989,583 | US$ 2,989,583 |

## Finais

### Circuito WTA

#### Simples: 4 (3 títulos, 1 vice)
| Legenda                                      |
| -------------------------------------------- |
| Torneios Grand Slam (0–0)                    |
| Torneios WTA Tour (0–0)                      |
| Torneios Premier Mandatory & Premier 5 (0–0) |
| Torneios Premier (0–0)                       |
| Torneios International (3–0)                 |

| Finais por piso |
| --------------- |
| Duro (2–0)      |
| Saibro (1–0)    |
| Grama (0–0)     |
| Carpete (0–0)   |

| Status | Nº | Data              | Torneio                              | Piso   | Oponente         | Placar         |
| ------ | -- | ----------------- | ------------------------------------ | ------ | ---------------- | -------------- |
| Campeã | 1. | outubro de 2018   | Hong Kong Open, Hong Kong            | duro   | Wang Qiang       | 6–2, 6–1       |
| Campeã | 2. | fevereiro de 2019 | Thailand Open, Tailândia             | duro   | Ajla Tomljanović | 6–2, 2–6, 7–63 |
| Campeã | 3. | maio de 2019      | Internationaux de Strasbourg, França | saibro | Caroline Garcia  | 6–4, 5–7, 7–63 |
| Vice   | 1. | janeiro 2020      | Adelaide International, Austrália    | duro   | Ashleigh Barty   | 2–6, 5–7       |

### Circuito ITF

#### Simples: 6 (3 títulos, 3 vices)
| Legenda              |
| -------------------- |
| Torneios US$ 100,000 |
| Torneios US$ 80,000  |
| Torneios US$ 60,000  |
| Torneios US$ 25,000  |
| Torneios US$ 15,000  |

| Finais por piso |
| --------------- |
| Duro (0–1)      |
| Saibro (3–1)    |
| Grama (0–1)     |
| Carpete (0–0)   |

| Status | Nº | Data             | Torneio                      | Piso   | Oponente           | Placar          |
| ------ | -- | ---------------- | ---------------------------- | ------ | ------------------ | --------------- |
| Campeã | 1. | março de 2016    | ITF Campinas, Brasil         | saibro | Alizé Lim          | 6–4, 6–4        |
| Campeã | 2. | setembro de 2017 | ITF Dunakeszi, Hungria       | saibro | Katarina Zavatska  | 6–0, 6–1        |
| Vice   | 1. | setembro de 2017 | ITF Saint Petersburg, Rússia | duro   | Belinda Bencic     | 2–6, 3–6        |
| Vice   | 2. | maio de 2018     | ITF Cagnes-sur-Mer, França   | saibro | Rebecca Peterson   | 4–6, 5–7        |
| Vice   | 3. | junho de 2018    | ITF Ilkley, Reino Unido      | grama  | Tereza Smitková    | 26–7, 6–3, 46–7 |
| Campeã | 3. | julho de 2018    | ITF Rome, Itália             | saibro | Anastasia Potapova | 6–1, 6–0        |

#### Duplas: 3 (3 títulos)
| Legenda              |
| -------------------- |
| Torneios US$ 100,000 |
| Torneios US$ 80,000  |
| Torneios US$ 60,000  |
| Torneios US$ 25,000  |
| Torneios US$ 15,000  |

| Finais por piso |
| --------------- |
| Duro (1–0)      |
| Saibro (2–0)    |
| Grama (0–0)     |
| Carpete (0–0)   |

| Status | Nº | Data              | Torneio                              | Piso   | Parceira           | Oponentes                         | Placar   |
| ------ | -- | ----------------- | ------------------------------------ | ------ | ------------------ | --------------------------------- | -------- |
| Campeã | 1. | fevereiro de 2017 | ITF Moscow, Rússia                   | duro   | Vera Lapko         | Bibiane Schoofs Ekaterina Yashina | 7–5, 6–3 |
| Campeã | 2. | março de 2017     | ITF Santa Margherita di Pula, Itália | saibro | Olesya Pervushina  | Tara Moore Conny Perrin           | 6–4, 6–4 |
| Campeã | 3. | julho de 2017     | ITF Prague, República Checa          | saibro | Anastasia Potapova | Mihaela Buzarnescu Alona Fomina   | 6–2, 6–2 |

### Grand Slam juvenil

#### Simples: 1 (1 vice)
| Status | Ano  | Torneio   | Piso  | Oponente           | Placar   |
| ------ | ---- | --------- | ----- | ------------------ | -------- |
| Vice   | 2016 | Wimbledon | grama | Anastasia Potapova | 4–6, 3–6 |

#### Duplas: 1 (1 vice)
| Status | Ano  | Torneio         | Piso | Companheira        | Oponentes                         | Placar   |
| ------ | ---- | --------------- | ---- | ------------------ | --------------------------------- | -------- |
| Vice   | 2016 | Australian Open | duro | Anastasia Zarytska | Anna Kalinskaya Tereza Mihalíková | 1–6, 1–6 |